# Родріґо Лондоньйо-Ечеверрі
Родрі́ґо Ло́ндоньйо-Ечеверрі (ісп. Rodrigo Londoño Echeverri), також відомий під псевдонімами «Тімолео́н Хіме́нес» (Timoleón Jiménez) та «Команданте Тімоченко» або «Тимошенко») (ісп. Timochenko, *22 січня 1959) — один з лідерів колумбійського комуністичного партизанського руху, член «Революційних Збройних Сил Колумбії — Армії Народу» (FARC-EP). З листопада 2011 року є найвищим командиром Революційних збройних сил Колумбії (FARC). Відповідно до повідомлень Reuters, Timochenko вважається прихильником жорсткої лінії. Має більш аніж 30-річний досвід військових дій (з 1982 року) і репутацію полководця; має загальну повагу серед рядових бійців, серед прихильників жорсткої лінії, які утворюють ядро сільських загонів.

## Походження псевдоніма «Тимошенко»
За даними колумбійських ВПС його псевдонім має на увазі радянського маршала Семена Тимошенко.

## Життєпис
Народився 22 січня 1959 року в муніципалітеті Каларка́ (Calarcá) департаменту Кіндіо (Колумбія).
В молодості Родріґо вивчав медицину (кардіологія) в Університеті Патріса Лумумби в Москві, потім — на Кубі. Пройшов військову підготовку в армії маршала Тіто в Югославії, після того він приєднався до FARC в березні 1982 року.
Родріґо швидко піднявся в організації, досяг посади «командира Дев'ятого фронту FARC» (Comandante del Frente 9). 1986 року він був вже п'ятим в Центральному штабі FARC. Він вважається одним з головних організаторів військової операції «на дорозі Богота-Медельїн» й інших атак в регіоні Антіокія.
Родріґо був одним з семи членів «керівного партизанського секретаріату» з початку 1990-х років, працював в провінції «Північний Сантандер» (на кордоні з Венесуелою).
У травні 2006 року він був заочно засуджений в Колумбії до ув'язнення терміном 40 років за рішенням суду в місті Попаян за повстання, вбивства, викрадення людей; зокрема за викрадення і вбивство 2003 року колишнього губернатора, колишнього міністра оборони і вісьмох солдатів.
Держдепартамент США звинуватив його в організації виробництва та обігу кокаїну в Колумбії й за кордоном. Держдеп запропонував винагороду в розмірі 5 млн $ за інформацію, що допоможе його затримати.

## Колумбійські марксисти з FARC
Ліворадикальне угруповання FARC воює з армією Колумбії з 1964 року.
Рейтер зазначає, що «Революційні збройні сили Колумбії» втратили кількох ключових командирів починаючи з 2002 року, коли влада Колумбії за підтримки США розпочали новий активний етап боротьби з партизанами. Колумбійська влада вважає, що в загонах FARC (станом на листопад 2011 року) перебувало не більше семи тисяч бійців.

## 2000, контрабанда наркотиків до США
Згідно з американськими джерелами, 2000 року Лондоньйо-Ечеверрі (разом з іншим повстанським лідером Пастором Алапе) командував операцією MMF, в ході якої це угрупування відновило контроль над територіями вирощування коки в своїй зоні відповідальності, що призвело до збільшення виробництва кокаїну. Також Команданте Лондоньйо-Ечеверрі звинувачується в збиванні літаків-фумігаторів, що знищували лісові масиви, викраденнях громадян США, та численних вбивствах лояльних до урядових сил громадян Колумбії. Державний департамент США оголосив нагороду в 5 млн $ за інформацію, яка допоможе заарештувати та/або засудити Лондоньйо-Ечеверрі.
За даними Держдепартаменту США, серед керівного складу FARC-EP Лондоньйо-Ечеверрі відповідав за контроль за виробництвом та транспортом кокаїну в США, а також його реалізацією в США та інших країнах в обсягах, що вимірюються сотнями тон; виручені гроші під контролем Лондоньйо-Ечеверрі спрямовуються на фінансування партизанського руху в Колумбії.

## 2000—2008
Згідно з даними Держдепу США, Родріго Лондоно-Ечеверрі був військовим радником так званого «Magdalena Medio Front» (MMF) — збройного угрупування, що стало відомим завдяки своїм бойовим діям проти колумбійських проурядових мілітарних формувань «Autodefensas Unidas de Colombia» (AUC), до моменту офіційного розпуску останніх 2004 року (фактично вони діють досі).
Після 2004 року MMF влився до складу FARC-EP, а Лондоньйо-Ечеверрі увійшов у секретаріат (вищий орган управління) FARC-EP, де відповідав за операції на карибському узбережжі Колумбії. Тимошенко керував партизанським загоном, й був одним з командирів «Magdalena Medio Front, FARC-EP»; вважалося, що під його командуванням перебувало близько 800 осіб.

## Вищий керівник FARC з листопаду 2011 року
Тимошенко взяв на себе керівництво FARC в листопаді 2011 року після того як попередній лідер Альфонсо Кано (63 роки), був убитий в бою колумбійською армією.
Колумбійська влада часто говорила про те, що лідер FARC ховався у Венесуелі, але в квітні 2010 року президент Колумбії Хуан Мануель Сантос заявив, що згідно з даними «розвідки колумбійського уряду», Timochenko перебував на колумбійському боці кордону. За даними колумбійської розвідки, Timochenko в 2011 році знаходився в «Серрания дель-Періха» (північно-східна Колумбія).